# Golden Ocean Group
Golden Ocean Group — норвежская судоходная компания, зарегистрированная на Бермудских островах.

## История
Компания основана в 2004 году. 15 декабря того же года выходит на Фондовую биржу Осло.

## Компания сегодня
Golden Ocean Group располагает флотом (в собственности и аренде), суммарный дедвейт которого превышает 6,1 млн тонн (56 судов различных классов). В большей степени компания ориентируется на перевозку насыпных грузов.
Компания ведёт свою деятельность через управляющую компанию Golden Ocean Group Management AS.